# Defurovy Lažany
Defurovy Lažany jsou vesnice, část obce Chanovice v okrese Klatovy v Plzeňském kraji. Nachází se asi 3,5 kilometru západně od Chanovic. Prochází zde silnice II/186 a silnice II/188. Je zde evidováno 65 adres. V roce 2011 zde trvale žilo 62 obyvatel.
Defurovy Lažany jsou také název katastrálního území o rozloze 3,92 km².

## Historie
Vesnice byla poprvé v historii zmíněna roku 1336. Původně byla zvána jen Lažany. Přídomek „Defurovy“ vznikl za hraběte Jana Desfourse.

## Obyvatelstvo
| Rok            | 1869 | 1880 | 1890 | 1900 | 1910 | 1921 | 1930 | 1950 | 1961 | 1970 | 1980 | 1991 | 2001 | 2011 | 2021 |
| -------------- | ---- | ---- | ---- | ---- | ---- | ---- | ---- | ---- | ---- | ---- | ---- | ---- | ---- | ---- | ---- |
| Počet obyvatel | 384  | 377  | 373  | 361  | 366  | 316  | 334  | 245  | 200  | 186  | 134  | 97   | 74   | 62   | 64   |
| Počet domů     | 50   | 52   | 54   | 57   | 59   | 58   | 62   | 63   | 114  | 52   | 40   | 46   | 48   | 49   | 47   |

## Obecní správa
V roce 1869 byly Defurovy Lažany samostatnou obcí s názvem Lažany. V letech 1880 až 1910 byly samostatnou obcí s názvem Lažany Desfours, v letech 1921 až 1976 byly samostatnou obci s názvem Defurovy Lažany. Od 30. dubna 1976 jsou částí obce Chanovice. V letech 1850–1976 k obci patřily Černice a v letech 1961–1976 také Újezd u Chanovic.

## Pamětihodnosti
- Raně barokní zámek vznikl ve druhé polovině 17. století přestavbou starší tvrze. Čtyřkřídlý zámek s přízemními arkádami v nádvoří stojí na jihovýchodním okraji vesnice.[6]
- Raně barokní kaple svatého Antonína Paduánského ze 17. století
- Socha svatého Donáta